# Ranoidea occidentalis
Ranoidea occidentalis é uma espécie de anfíbio anuro da família Pelodryadidae. Está presente na Austrália. A UICN classificou-a como deficiente de dados.